# Parlamentsvalget i Portugal 1860
Parlamentsvalget i Portugal 1860 blev afholdt den 1. januar 1860.

## Partier
- Históricos
- Miguelistas
- Regeneradores

## Resultater
| Parti                           | Stemmer | %  | Mandater |
| ------------------------------- | ------- | -- | -------- |
| Regeneradores                   |         | 91 |          |
| Históricos                      |         | 8  | 15       |
| Miguelistas                     |         | 1  | 2        |
| Total                           |         |    | 179      |
| Note: Tabellen er ufuldstændig. |         |    |          |
| Kilde:                          |         |    |          |